# たむらプロ
有限会社たむらプロは、東京都目黒区に所在する日本の芸能事務所、制作プロダクションである。1978年設立。

## 概要
- 上原謙や篠田三郎、五十嵐淳子のマネージャーをしていたテレビドラマプロデューサーの田村恭一が代表取締役を務める芸能プロダクションで、これまで伊藤英明、大和田獏、石黒賢などを世に送り出した[3]。
- 俳優の養成・マネジメントのほか、設立当初から舞台・テレビドラマの企画・制作も行い、現在では主流となる芸能プロダクションの先駆けとなった[3]。
- たむらプロ制作で1999年から放送された『キッズ・ウォー』（中部日本放送）は昼ドラの時間帯では異例の平均視聴率17.2％を記録し、シリーズ5まで制作された[3]。
- おもな制作作品には『キッズ・ウォー』シリーズのほか、同じくドラマ30枠で放送された『幼稚園ゲーム』などがある[2]。
- 関連会社に「アルマット」がある。かつては、たむらプロが制作したドラマ『キッズ・ウォー』に出演していた井上真央が所属していた[4]。主に若年層の俳優やモデルが所属している[5]。

## 企画・制作作品

### テレビドラマ
- ウルトラセブン（TBS、1967年10月1日-1968年9月8日）
- 連続テレビ小説「信子とおばあちゃん」[6]（NHK、1969年4月7日-1970年4月4日）
- 木下恵介・人間の歌シリーズ（TBS、1970年4月16日-1977年3月31日）[7]
- ウルトラマンA（TBS、1972年4月7日-1973年3月30日）
- ウルトラマンタロウ（TBS、1973年4月6日-1974年4月5日）
- 天下堂々（NHK、1973年10月5日-1974年9月27日）[8]
- 土曜ワイド劇場「山村美紗サスペンス　燃えた花嫁・殺しのドレスは京都行」（テレビ朝日/松竹、1983年9月10日）[9]
- 人間の証明（フジテレビ、1993年1月8日）[10]
- 風たちの遺言（CBC、1995年4月3日-5月26日）[11]

- キッズ・ウォーシリーズ（CBC)
  - キッズ・ウォー～ざけんなよ～（1999年8月2日-9月24日）[12]
  - キッズ・ウォー2～ざけんなよ～（2000年5月29日-7月28日）[12]
  - キッズウォースペシャル～ざけんなよ～（2002年7月20日）[12]
  - キッズ・ウォー4～ざけんなよ～（2002年9月30日-11月22日）[12]
  - キッズ・ウォー4総集編～ざけんなよ～アゲイン（2002年12月21 日）[12]
  - キッズウォースペシャル（2002年12月25日）[12]
  - キッズ・ウォースペシャル～これでファイナル！ざけんなよ～（2003年11月28日）[12]
- 幼稚園ゲームシリーズ（CBC）
  - 幼稚園ゲーム～お受験します！～（2001年2月5日-3月30日）[12]
  - 幼稚園ゲーム2～社宅篇～（2002年5月27日-7月26日）[12]
  - 幼稚園ゲーム3（2003年11月24日‐2004年1月23日）[12]
- スウとのんのん (CBC、2005年2月7日-4月1日)[2]
- 孤独の賭け～愛しき人よ～（TBS、2007年4月12日‐6月21日）[13]
- 木曜時代劇「夏雲あがれ」（NHK、2007年6月7日-7月5日）[14]
- 四つの嘘（テレビ朝日、2008年7月10日‐9月4日）[15]
- ハンマーセッション！（TBS/東宝、2010年7月10日-9月18日）[16]
- 旅する夫婦（CBC、2010年10月2日/文化庁芸術祭参加作品）[17]

### 舞台
- 清水の次郎長外伝～恋女房お蝶の奮闘記～（三越劇場、2006年4月12日‐22日）[18]
- TBSラジオ主催「The 平成時代劇『清水の次郎長』」（博品館劇場、2012年3月16日‐25日）[19]

## 所属タレント

### 男性
- 崎本大海
- 丸山裕征
- 岩崎陸斗
- 川上たけし
- あべかつのり
- 中原潤
- 園岡新太郎

### 女性
- 斎藤亜美
- 渋川あかね
- 高橋彩夏
- 山口果林
- 島かおり

## 過去の所属タレント
- 石黒賢
- 伊藤英明
- いとうまい子
- 井上真央
- 上原謙
- 上原風馬
- 宇崎慧
- 大出俊
- 大和田獏
- 井原千寿子
- 華村りこ
- 加藤果林
- 城戸美夜
- 日下翔平
- クリス松村
- 左右田一平
- 高汐巴
- 多賀名将也
- 高橋克典
- 谷岡弘規
- 鎮西寿々歌
- 中原裕也
- 中村みづほ
- 藤田むつみ
- 正希光
- 宮島依里
- 山下規介
- 優希
- 湖木信乃介
- 野仲イサオ
- 中浜奈美子
- 真夏竜
- 山本學